# زوی
زِوَی یک روستا از توابع جماعت زرشویان ناحیهٔ سنگوار است. از از زوی تا مرکز جماعت ۲ کیلومتر، و تا مرکز ناحیه ۴۷ کیلومتر است. جمعیت آن ۲۴۴ نفر (۲۰۱۷)، است.